# Château de Novogradsky
La Tour de Kamieniets (biélorusse : Навагрудскі замак, ukrainien : Новоградський замок, polonais : Zamek w Nowogródku), est un château fort en ruines de Biélorussie.
En 1314 il fut annexé aux terres du chevalier teutonique de Heinrich von Plötzke. Il fut agrandi de plusieurs tours sous Vytautas le Grand.

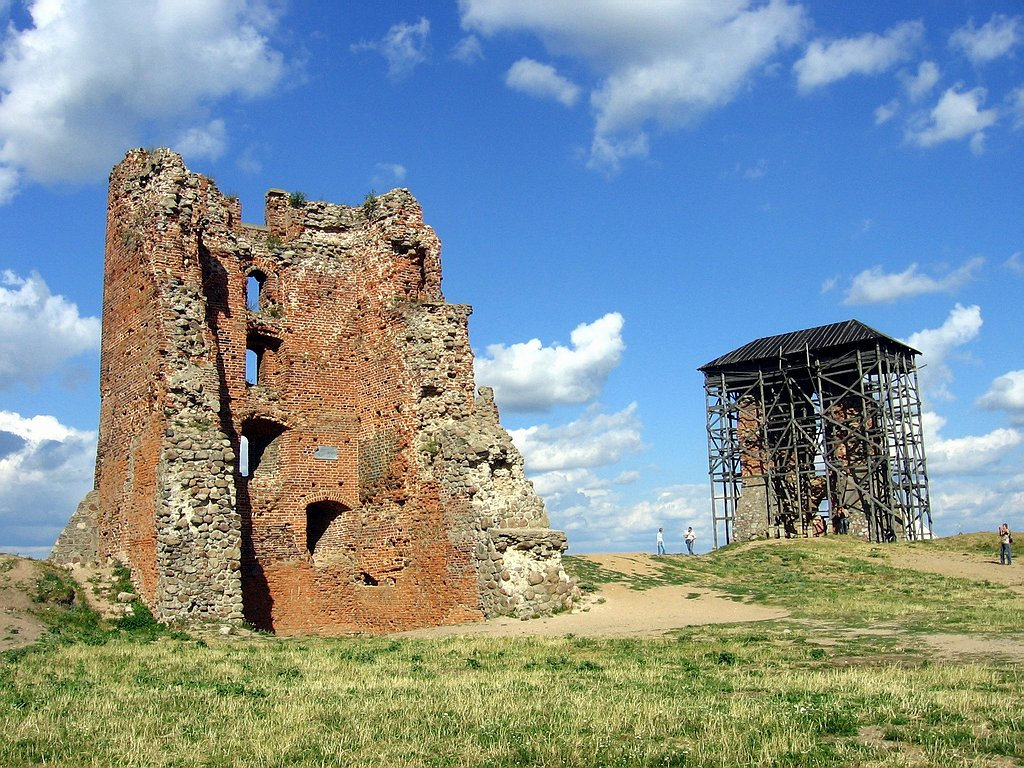
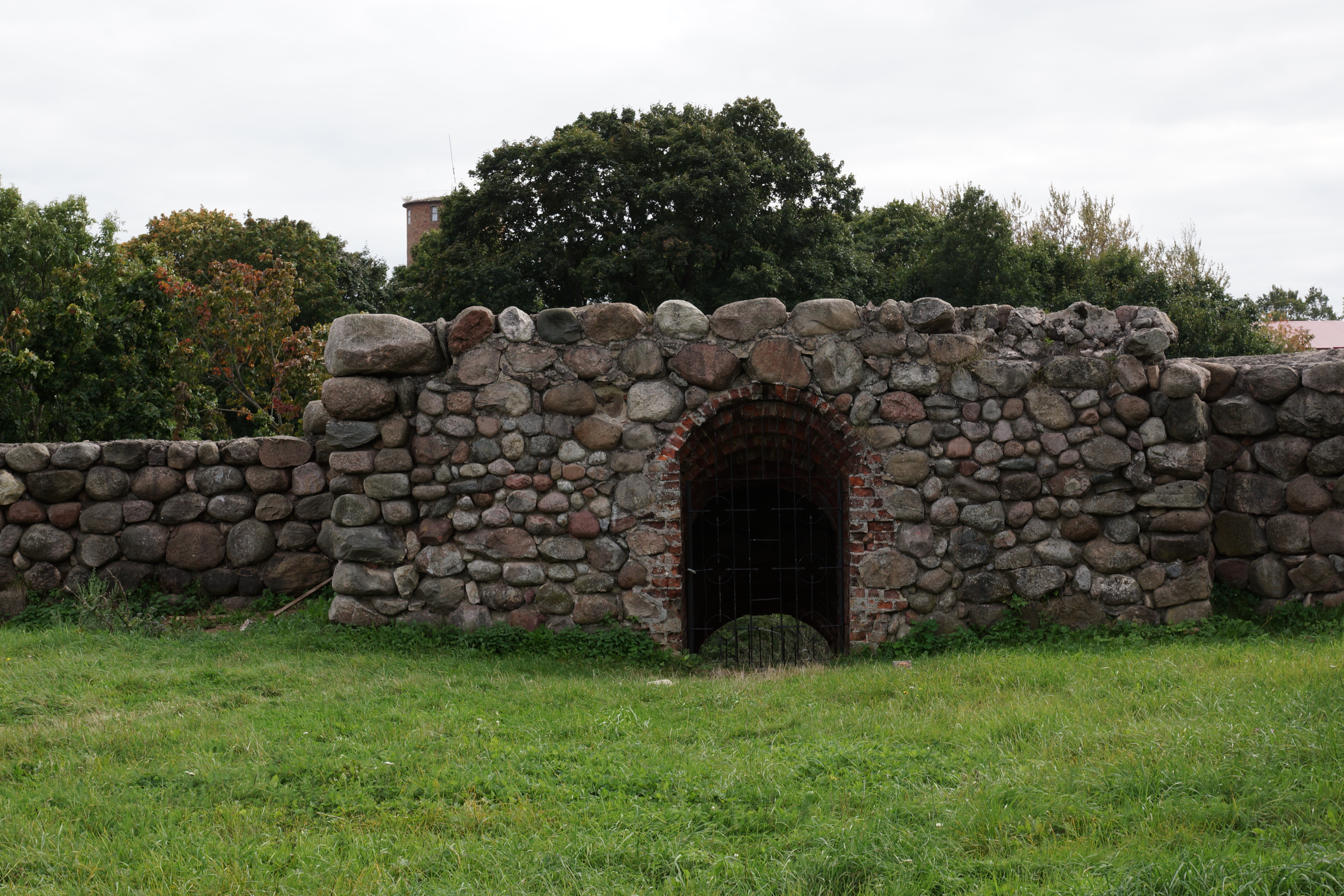
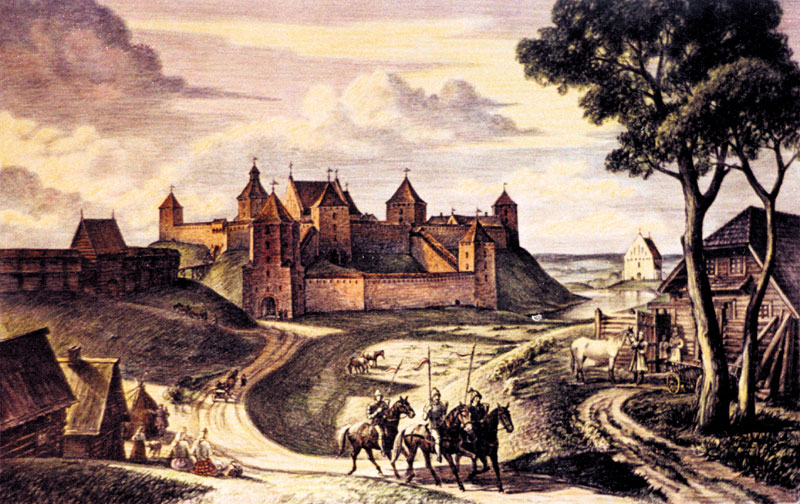
Vue d'artiste.